# 锅炉水处理
因锅炉使用的各种水源，如天然水（湖水、河水、地下水等）以及由水厂供给的生活用水（即自来水等），由于水中一般均含有杂质，例如碳酸鹽類，都必须经过处理，使水之硬度降低至5PPM以下，才能作为锅炉给水，否则会严重影响锅炉的安全及经济运行（比如引起锅炉金属腐蚀，水管結垢燃燒時過熱造成破管等等）。因此，锅炉房必须设置合适的水处理设备以保证锅炉给水的质量。

## 一般分类
锅炉水处理，按处理工艺和方法可分为进入锅炉前预先处理和进入锅炉后直接在锅炉内处理两大类。通常前一种称为锅外水处理（如离子交换、石灰处理等）；相对的，后一种称为锅内水处理（如在锅内加钠盐等）。